# 11334 Rio de Janeiro
11334 Rio de Janeiro è un asteroide della fascia principale. Scoperto nel 1996, presenta un'orbita caratterizzata da un semiasse maggiore pari a 2,5800074 UA e da un'eccentricità di 0,1602991, inclinata di 15,55832° rispetto all'eclittica.